# Aora spinicornis
Aora spinicornis is een vlokreeftensoort uit de familie van de Aoridae. De wetenschappelijke naam van de soort is voor het eerst geldig gepubliceerd in 1976 door Afonso.